# ¡Quieta, Margarita!
¡Quieta, Margarita! es una telenovela colombiana emitida entre el lunes 12 de septiembre de 1988 y el viernes 9 de junio de 1989. Basada en la novela homónima de Germán Santamaría, fue dirigida por David Stivel y protagonizada por Luis Eduardo Arango, María Eugenia Dávila, Natalia Ramírez en su debut actoral, Víctor Mallarino y Bruno Díaz.

## Argumento
Jesús Abel Mediorreal (Luis Eduardo Arango), regresa a su pueblo natal Fenicia, Caldas. Después de 13 años de ausencia, encuentra que su hermano Andrés Saín (Víctor Mallarino) está comprometido con Rosa Molina (María Eugenia Dávila), cuya familia despojó a la familia de Abel de su finca cafetera, Toledo. La vida de Abel se desarrolla en medio de nuevos negocios (como "culebrero" con una serpiente llamada Margarita Restrepo), aventuras de bohemia con sus amigos "Pángara" (Bruno Díaz, barbero del pueblo) y "El Mono" Montoya (Moisés Angulo, prestamista) a quienes unen su admiración por los tangos y la música de Carlos Gardel. Rosa (una hacendada cruel y adinerada) se enamora de Abel y ambos comienzan un romance por conveniencia que luego será interrumpido por la llegada al pueblo de una joven llamada Sarita Montiel (Natalia Ramírez) con un pasado misterioso, dominada por un hombre mayor y estricto apodado "Karamazov". Surge un romance entre Sarita y Abel.

## Elenco
| Actor                       | Personaje               |
| --------------------------- | ----------------------- |
| María Eugenia Dávila        | Rosa Molina.            |
| Luis Eduardo Arango         | Jesús Abel Mediorreal.  |
| Natalia Ramírez             | Sarita Montiel.         |
| Víctor Mallarino            | Andrés Saín Mediorreal. |
| Bruno Díaz                  | "Pángara".              |
| Consuelo Luzardo            | Adelia.                 |
| Moisés Angulo               | "Mono" Montoya.         |
| Gerardo de Francisco        | Leonidas Mediorreal.    |
| Marisol Correa              | Estrella Mediorreal.    |
| Adriana Ricardo             | Bella Montoya.          |
| Ómar Sánchez                | Dr. Echeverri.          |
| Víctor Muñoz                | Cayo Pompilio           |
| Héctor Rivas                | Karamazov.              |
| Tito Duarte                 | "Maravilla" Gamboa.     |
| Carmenza Cossio             |                         |
| Gustavo Londoño             | Elías.                  |
| Andrés Felipe Martínez      |                         |
| Rosa Virginia Bonilla       | "La Ñoña".              |
| Pbro. Eduardo Cuervo Duque. | Padre Ramírez.          |

## Banda sonora
La música incidental de la serie y el tema principal fueron compuestos por Jaime Valencia, completando su tercer trabajo en serie para Caracol, tras hacer la música incidental de San Tropel y Caballo viejo. A finales de 1988 el sello CBS (hoy Sony Music) editó la banda sonora de la novela en formato casete y LP, dirigida en su parte musical por Valencia e interpretada por Luis Eduardo Arango, Natalia Ramírez, Moisés Angulo y Bruno Díaz.[cita requerida]

## Premios
| Año  | Premio                             | Categoría               | Nominado(s)          | Resultado | Ref.  |
| ---- | ---------------------------------- | ----------------------- | -------------------- | --------- | ----- |
| 1988 | Premios Simón Bolívar (televisión) | Mejor telenovela        | Mejor telenovela     | Ganadora  | [ 1 ] |
| 1988 | Premios Simón Bolívar (televisión) | Mejor actriz principal  | María Eugenia Dávila | Ganadora  | [ 1 ] |
| 1988 | Premios Simón Bolívar (televisión) | Mejor actor de reparto  | Víctor Mallarino     | Ganador   | [ 1 ] |
| 1989 | VI Premios India Catalina          | Mejor actor de reparto  | Víctor Mallarino     | Ganador   | [ 1 ] |
| 1989 | VI Premios India Catalina          | Mejor actriz de reparto | Marisol Correa       | Ganadora  | [ 1 ] |